# Obi (Baumarkt)

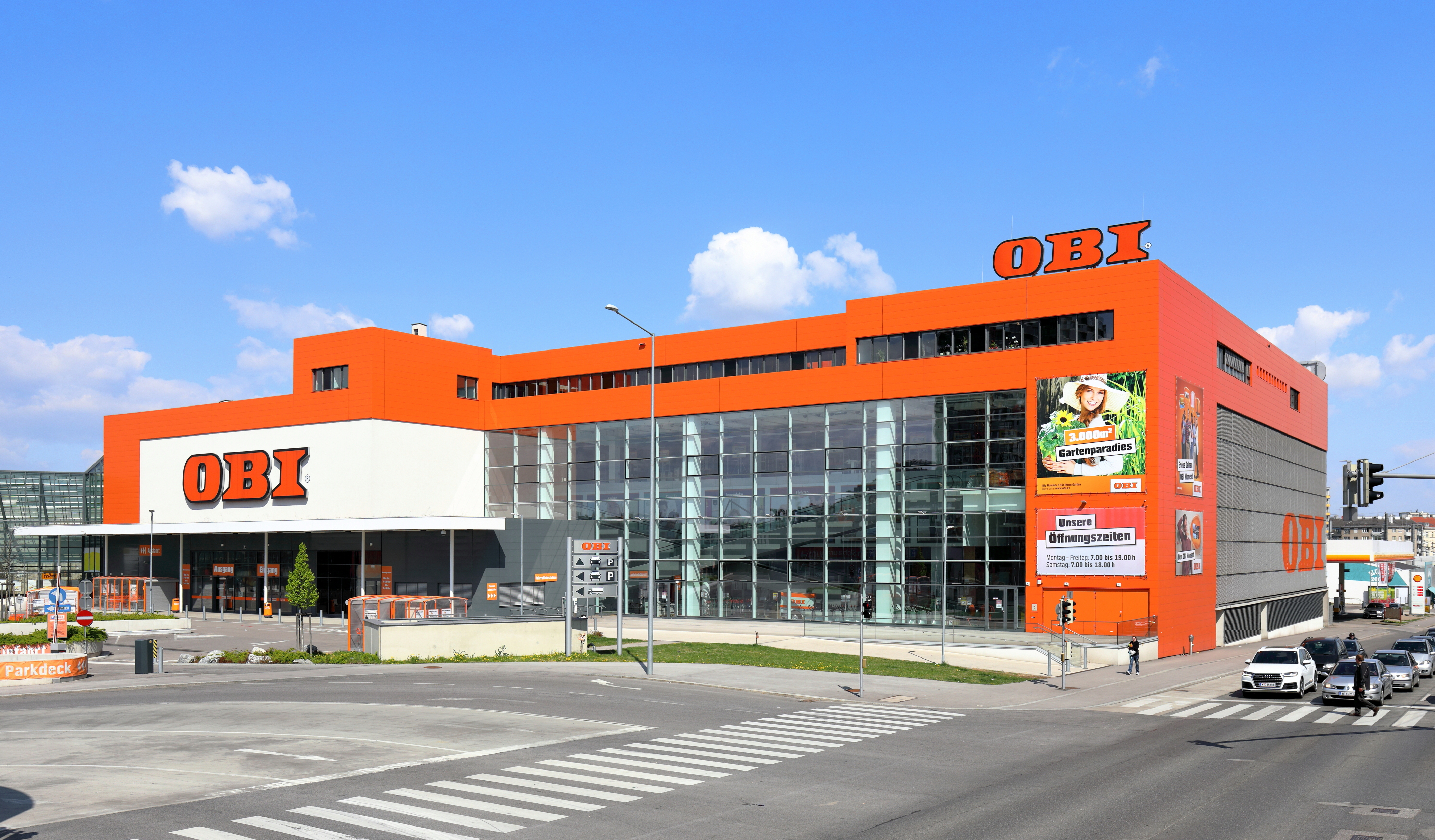
2014 eröffneter Obi-Baumarkt in Wien an der Triester Straße

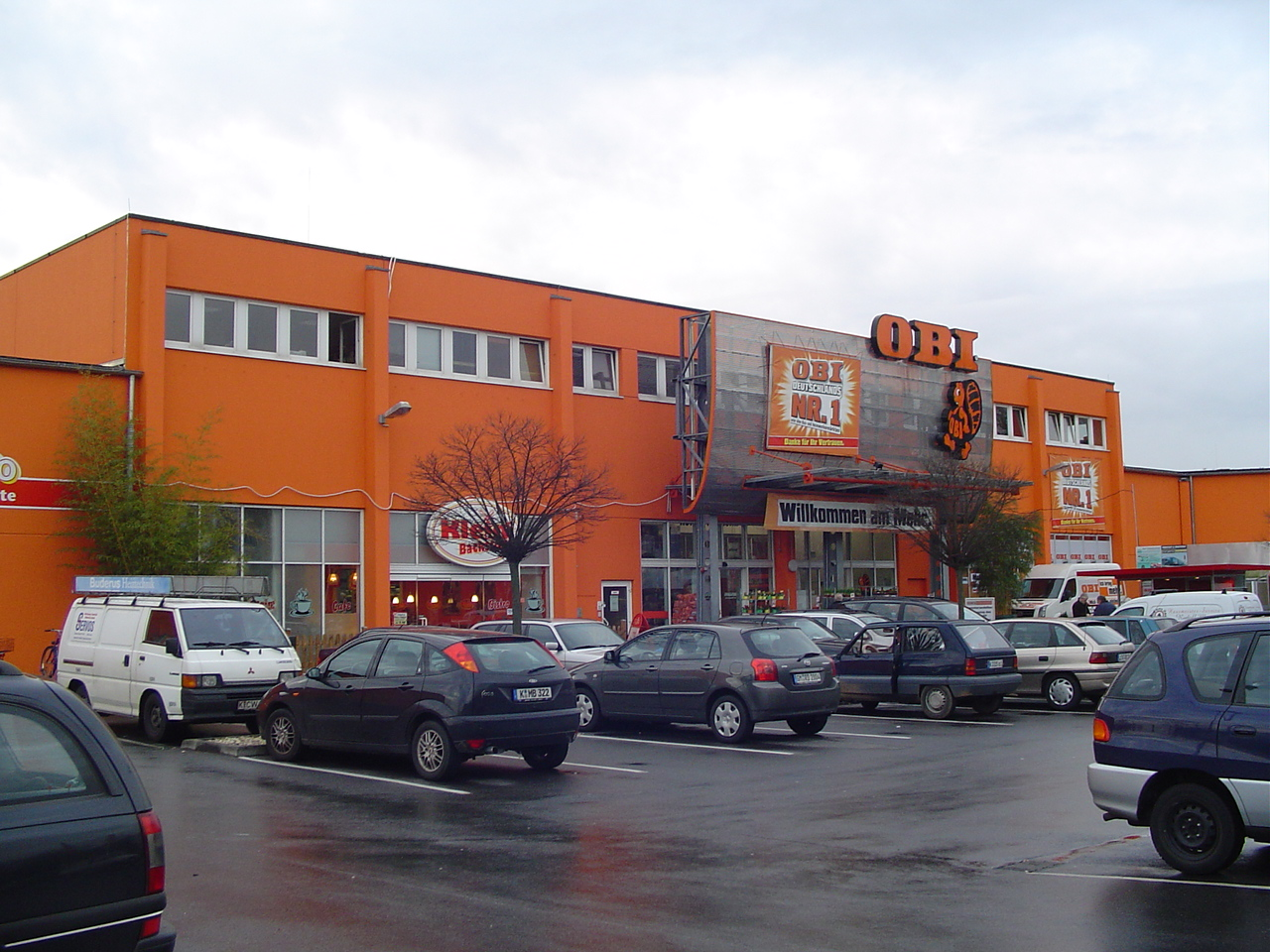
Außenansicht eines Kölner Obi-Baumarktes

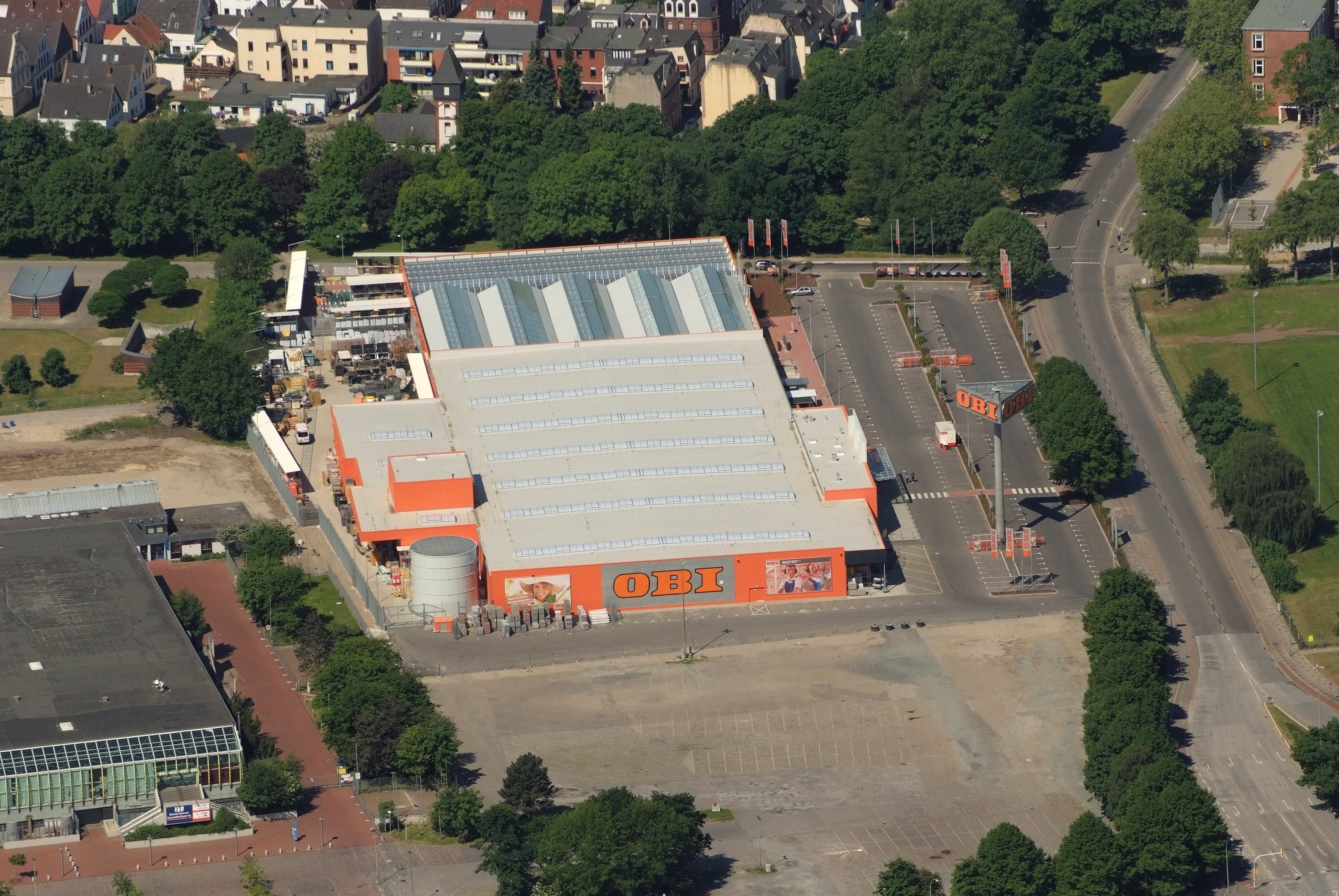
Luftbild eines Obi-Baumarktes in Bremerhaven (2012)

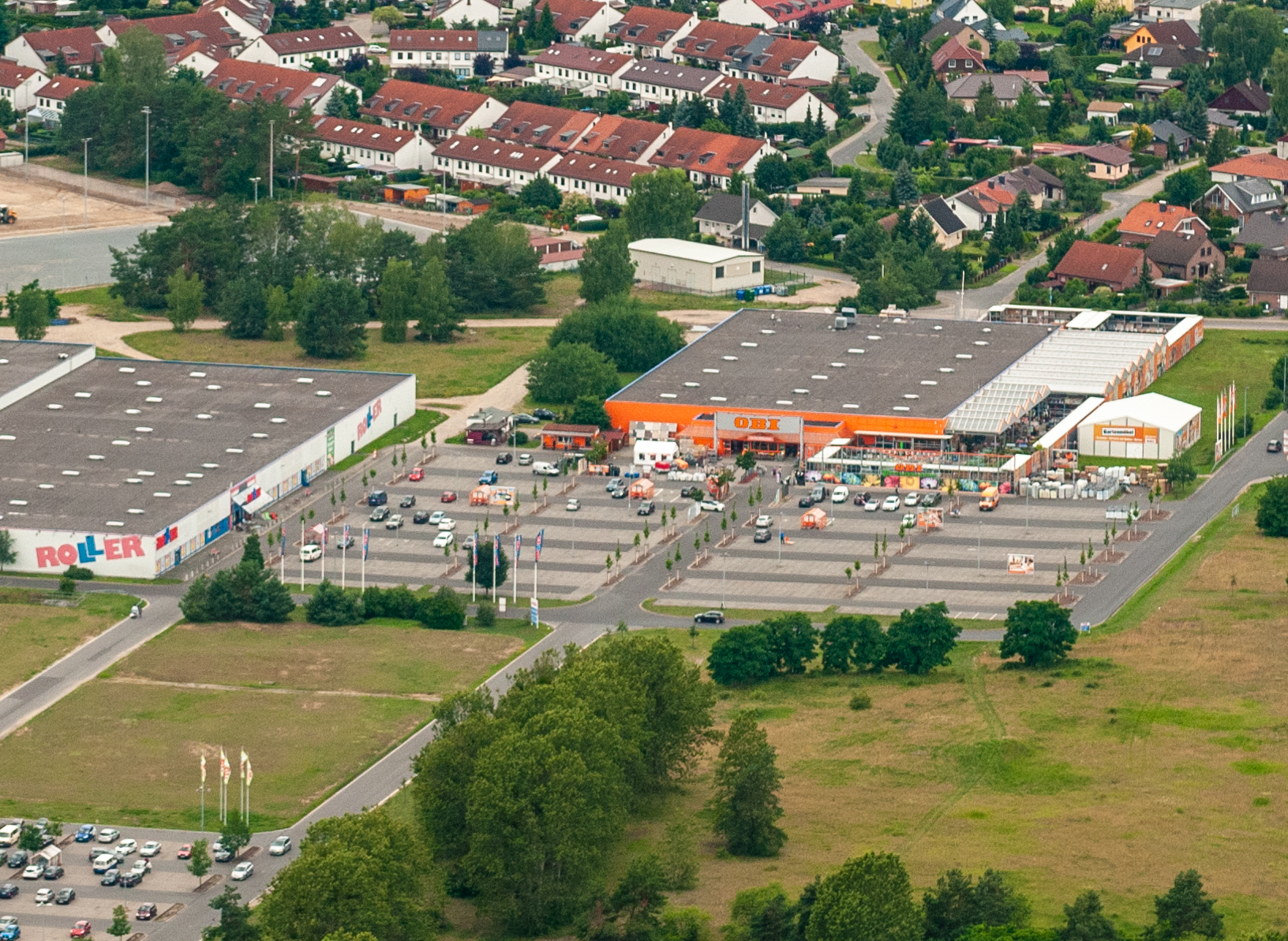
Obi in Finowfurt

Die Obi Group Holding SE & Co. KGaA (Eigenschreibweise: OBI) ist eine europaweit tätige deutsche Baumarkt-Handelskette mit Sitz in Wermelskirchen.

## Geschichte
Gegründet wurde Obi 1970 von Emil Lux, Manfred Maus und Klaus Birker mit der Eröffnung des ersten Obi-Marktes im Alstertal-Einkaufszentrum in Hamburg-Poppenbüttel. Maus kaufte den Firmennamen Obi für 3000 Francs von Geschäftsleuten, die in Frankreich einen Baumarkt mit diesem Namen betrieben; der Name geht auf die französische Aussprache des Wortes Hobby zurück. Laut Kaufvertrag dürfen in Frankreich keine weiteren Obi-Märkte eröffnet werden. Die in Frankreich bestehenden Obi-Märkte gehören zur französischen Leroy-Merlin-Baumarktgruppe.
1985 übernahm die Unternehmensgruppe Tengelmann die Mehrheit an Obi, der Anteil wurde im Jahr 2007 durch Kauf der Anteile der Gründerfamilie Lux von 63 % auf 74 % erhöht.
Ende der 1990er Jahre wurde die Kette IMO-Markt Baumarkt mit sechs Märkten erster Franchisepartner in Österreich. 2010 verkaufte IMO-Markt Baumarkt die Obi-Baumärkte an Obi. Die Immobilien blieben bei IMO-Markt Baumarkt. Weiterhin betreiben acht Franchisepartner insgesamt 32 Märkte. Einer dieser Partner ist der seit 1894 bestehende Baustoffhändler A. Sochor, der 2006 selbst einen Umsatz von etwa 100 Millionen Euro erwirtschaftete.
2015 übernahm Obi insgesamt 68 Filialen des österreichischen Konkurrenten Baumax in Österreich, Tschechien, der Slowakei und in Slowenien. Die Bundeswettbewerbsbehörde (BWB) erlaubte Obi im September 2015 (nach vierwöchiger Prüfung), 48 der 65 österreichischen Baumax-Filialen zu übernehmen. Obi hatte die Übernahme von 49 Filialen geplant. Alle Standorte in der Slowakei (14) und in Slowenien (2) wurden übernommen, ausgewählte 4 von 24 in Tschechien.
Nach der Invasion der Ukraine durch Russland 2022 stellte Obi seine Geschäftsaktivitäten in Russland ein. Nachdem die 27 Filialen in Russland zunächst geschlossen wurden, öffneten sie im April 2022 wieder und wurden Ende Juli zum symbolischen Preis von 600 Rubel an die russische Unternehmensgruppe MAX abgegeben. MAX verkaufte die Filialen im Januar 2023 weiter an die Finanzholding Modul-2 der Unternehmerin Marina Midowa. Die Märkte werden weiterhin unter der Marke Obi betrieben. Obi geht dagegen jedoch vor.

## Konzernstruktur
Mutterunternehmen des Konzerns ist die Obi Group Holding SE & Co. KGaA mit Sitz Wermelskirchen. Diese erstellt den Konzernabschluss, in den 51 inländische und 37 ausländische Gesellschaften im Jahr 2021 vollkonsolidiert einbezogen wurden. Dieser Konzernabschluss wird wiederum in den Konzernabschluss der Tengelmann Warenhandelsgesellschaft KG mit Sitz München einbezogen.
Am 31. Dezember 2021 gab es weltweit 672 Obi-Märkte, davon waren 506 Filialmärkte des Konzerns (216 in Deutschland und 290 im Ausland). Die weiteren unter der Marke betriebenen Märkte werden von eigenständigen Unternehmern in Franchise betrieben und sind somit nicht Teil des Obi-Konzerns.
Die 672 Märkte wurden in Deutschland (351), Österreich (79), Polen (59), Italien (57), Tschechien (33), Ungarn (30), Slowakei (16), Schweiz (10), Slowenien (8) und Bosnien-Herzegowina (1) betrieben. Der russische Markt wurde 2023 verlassen. Der Nettoumsatz aller Obi-Märkte einschließlich Franchisepartnern und Onlineplattformen hat 7,24 Milliarden Euro, der konzerneigene davon 6,15 Milliarden Euro im Jahr 2021 betragen. Zum Jahresende 2021 wurden insgesamt 48.317 Mitarbeiter weltweit bei Obi beschäftigt; bei vollkonsolidierten Gesellschaften wurden 2021 im Jahresdurchschnitt 34.932 Angestellte beschäftigt.
Zu dem Unternehmen gehören mehrere Servicegesellschaften:
- Obi Mietprofi (Werkzeug- und Maschinenverleih)
- Obi MachbarMacher (Handwerkerservice)
- Obi Smart Technologies ehemals GfD – Gesellschaft für Datenverarbeitung (IT-Dienstleistungen)
- Obi E-Commerce GmbH (Verantwortung für Online-Shop)[21]

Neben Produkten für den Bau- und Heimwerkerbedarf bietet das Unternehmen auch Haushaltswaren und Gartenbedarfsartikel an. Zu Werbe- und Marketingzwecken nutzt das Unternehmen einen comicartig gestalteten Biber als Markensymbol. Mittlerweile steht die Baumarktbranche in einem starken Verdrängungs- und Konkurrenzkampf, so wurde auch die Werbeintensität deutlich erhöht, unter anderem auch als Co-Sponsor bei Sportsendungen und Sportveranstaltungen. Obi war beispielsweise das einzige Einzelhandelsunternehmen, das als offizieller Sponsor der Fußball-Weltmeisterschaft 2006 auftrat.

## Eigentümerstruktur
Obi Deutschland ist Teil der Obi Group Holding GmbH Wermelskirchen, die ihrerseits zu 100 % von der Olympics Baumarkt Holding GmbH Wermelskirchen gehalten wird. An der Olympics Baumarkt Holding GmbH sind die Unternehmensgruppe Tengelmann mit 74,23 % und die Lueg-Gruppe beteiligt.

## Marktposition
Im Jahr 2012 gehörte Obi Deutschland zu den größten Baumarktunternehmen in Europa und führte die Top-Liste der Baumärkte in Deutschland an.

## Kooperationen und Sponsoring
Obi kooperiert im Ausbauhaus-Geschäft mit der B.O.S. Haus GmbH, einer Vertriebstochter von Bien-Zenker.
Mit Obi@Otto war Obi eine Kooperation mit Otto in Hamburg eingegangen. Ziel war es, die Vorteile eines Onlineshops und einem hauseigenen Lieferservice, Hermes sowie mit Schenker für Großsendungen (wie z. B. Gartenhäuser), mit dem gängigen Obi-Sortiment zu verknüpfen. Otto führte seinen Markenauftritt jedoch zwischen Anfang 2007 und Mitte 2019 ohne die Obi-Baumarktgruppe unter dem Namen OTTO Baumarkt direkt, bis zur Auflösung des Joint-Ventures, in Zusammenarbeit mit der Hagebau in Soltau weiter.
Im Juli 2023 gab Obi die Kooperation mit Fußball-Nationalspielerin Lena Oberdorf (Spitzname „Obi“) bekannt.

## Kritik
- Der TÜV Rheinland warf Obi 2013 vor, seit 2009 die Kunden durch missbräuchlich verwendete Prüfsiegel bei sicherheitstechnisch heiklen Geräten getäuscht zu haben.[29]
- Die Tierschutzorganisation Peta erhob 2015 und 2018 schwere Anschuldigungen gegen Obi, da sie trotz mehrerer Versprechungen in Deutschland weiterhin Kleintiere zum Kauf anboten.[30]

## Obi in der Schweiz
Die zehn Obi-Baumärkte in der Schweiz wurden bis Ende März 2025 in Kooperation mit dem Migros-Genossenschafts-Bund als Franchisepartner betrieben. Der erste dieser Märkte wurde 1999 von der Genossenschaft Migros Basel eröffnet. Im Juli 2000 wurde die Obi International Development and Service GmbH im Handelsregister des Kantons Schaffhausen eingetragen, im November 2001 folgte die Obi Bau- und Heimwerkermärkte Systemzentrale (Schweiz) GmbH. Beide GmbHs haben ihr Domizil in Schaffhausen und den Hauptsitz in Neuhausen am Rheinfall. Zweitgenannte ist verantwortlich für die Website und den Newsletter, während die Obi Schweiz GmbH die Bestellung von Produkten mit Heimlieferung verantwortet (bis anhin war die Genossenschaft Migros Zürich dafür zuständig).
Im Jahr 2001 wurde ein Obi-Baumarkt in Volketswil eröffnet. Ab 2005 versuchte die Genossenschaft Migros Basel einen Obi-Baumarkt in Pratteln zu bauen, gab das Projekt aber 2023 wegen behördlichen Auflagen und letztlich wegen der Flaute im stationären Handel auf. Der 2021 eröffnete Markt in Affoltern am Albis wurde bereits 2023 wieder geschlossen. 2023 betrug der Umsatz der zehn Obi-Baumärkte rund 200 Millionen Schweizer Franken.
Im Januar 2025 wurde bekannt, dass Migros die zehn Obi-Baumärkte in der Schweiz per 1. April an die Obi-Gruppe übergibt. Auch eine noch im Bau befindende Obi-Filiale der Migros (per 2. Mai 2025) sowie zwei große Do it + Garden Migros-Filialen (per 1. Juli 2025) werden dabei von der Obi-Gruppe übernommen.